# Suillia similis
Suillia similis – gatunek muchówki z rodziny błotniszkowatych.
Gatunek ten opisany został w 1838 roku przez Johanna Wilhelma Meigena jako Helomyza similis.
Muchówka o ciele długości od 4 do 6 mm i matowym czole. Czułki jej mają owłosioną aristę, przy czym długość włosków jest znacznie mniejsza niż zerokość trzeciego członu czułków, ale wyraźnie większa niż szerokość nabrzmiałej nasady samej aristy. Tułów jej cechują: nagie pteropleury i mezopleury oraz cienko owłosiona dolna część tarczki i wąski, łysy pas na jej dysku. Skrzydła odznaczają się przyciemnionymi żyłkami poprzecznymi oraz wierzchołkami żyłek podłużnych. Narządy rozrodcze samca charakteryzuje prawe edyt o przednim płacie nagim i o połowę węższym niż płat tylny.
Owad znany z Hiszpanii, Francji, Belgii, Holandii, Niemiec, Danii, Norwegii, Szwajcarii, Austrii, Polski, Czech, Węgier i Rumunii.